# 馬里 (英國國會選區)
馬里（英語：Moray），英國國會蘇格蘭一郡選區，包括馬里全部。選區始創於1983年。
本區當區議員1987年前屬保守黨，此後屬蘇格蘭民族黨。2001年後議員為安格斯·羅伯森，直至於2017年大選中被道格拉斯·羅斯為保守黨重奪議席。羅斯在2020年起即為蘇格蘭保守黨領袖。